# Eppelein von Gailingen

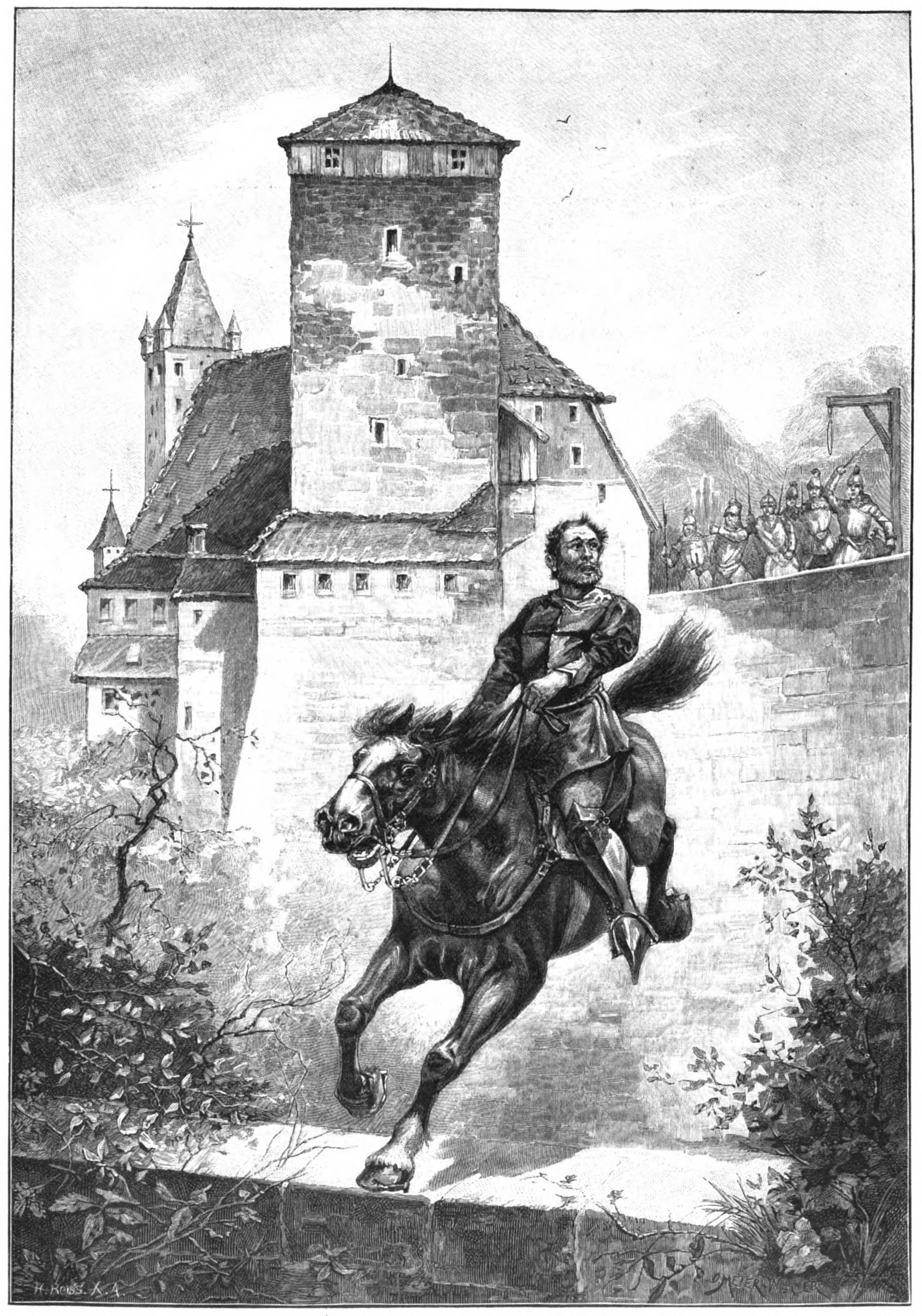
Eppelein von Gailingen na ilustraci z roku 1899

Eppelein von Gailingen (přibližně 1310 v Illesheimu ve Windsheimu – 15. května 1381 v Neumarktu) byl známý středověký německý loupeživý rytíř.
Roku 1369 obviněn z loupeží v Norimberském kraji, podle pověsti uprchl těsně před popravou na svém koni odvážným skokem přes norimberské hradby (obdoba české pověsti o Horymírovi). Roku 1381 byl znovu zajat a popraven lámáním v kole. V 16. století o něm byly zaznamenány první lidové písně a postupně se z něj stal legendární romantický hrdina.